# Вертикаль (компания)
«Вертикаль» — российская инфраструктурная компания, занимающаяся строительством и дальнейшим предоставлением в аренду вышек операторам сотовой связи. Обслуживает операторов МТС, Мегафон, Вымпелком и Tele2. На середину 2019 года владеет 3,5 тысячами вышек.

## Деятельность
Компания была создана в 2013 году, когда операторы сотовой связи начали использовать стандарт LTE в Москве и Московской области. «Вертикаль» специализировалась на простых и дешёвых опорах двойного назначения, на которые помимо базовых станций устанавливалось осветительное и другое оборудование.
Компания начала обслуживать МТС, Мегафон, Вымпелком и Tele2 и к 2015 году предоставляла им в аренду около 1000 вышек. В 2015 и 2016 года «Вертикаль» принимала участие в конкурсе на покупку вышек «Вымпелкома»[уточнить].
По состоянию на 1 июля 2017 года компании принадлежало около 2,5 тысяч вышек в Москве и Московской области, что делало её второй по величине независимой инфраструктурной компанией в России, после компании «Русские башни».
На середину 2019 года компании принадлежало примерно 3,5 тысячи вышек.

## Собственники и руководство
Деловой еженедельник «Компания» называл «Вертикаль» самым закрытым участником рынка антенно-мачтовых сооружений. По данным базы «Контур. Фокус», учредителями компании выступили «Иннова энтертейнмент» с долей 99 % и генеральный директор Владимир Манохин с 1 %. В 2015 году основной владелец «Иннова энетрейнмент» Георгий Чумбридзе сообщал журналистам, что полностью контролирует «Вертикаль» и принимает операционные решения.
С июня 2017 года «Вертикаль» финансируется инвестиционным фондом Baring Vostok Capital Partners, предоставившим компании средства на развитие инфраструктуры сетей 4G и 5G и приобретение дополнительных активов. Сумма сделки и приобретённая доля не раскрывались; в 2017 году представитель «Вертикали» называл инвестиционный фонд основным акционером.

## Финансовые показатели
Компания не раскрывает финансовых показателей. По данным «СПАРК-Интерфакс», выручка «Вертикали» в 2014 году составила 88,2 миллиона рублей при чистом убытке в 88,3 миллиона. Источники газеты РБК оценивали выручку компании в 2015 году в 300 миллионов рублей. По информации «СПАРК-Интерфакс», в 2016 году компания получила 32,8 миллионов рублей чистой прибыли при 844,8 миллионах рублей выручки.
В марте 2017 года компания взяла однократный кредит в 1,8 миллиарда рублей у «Росбанка». Ранее основным кредитором «Вертикали» был «Сбербанк», предоставивший кредит в 2 миллиарда рублей.